# Mladen Savić

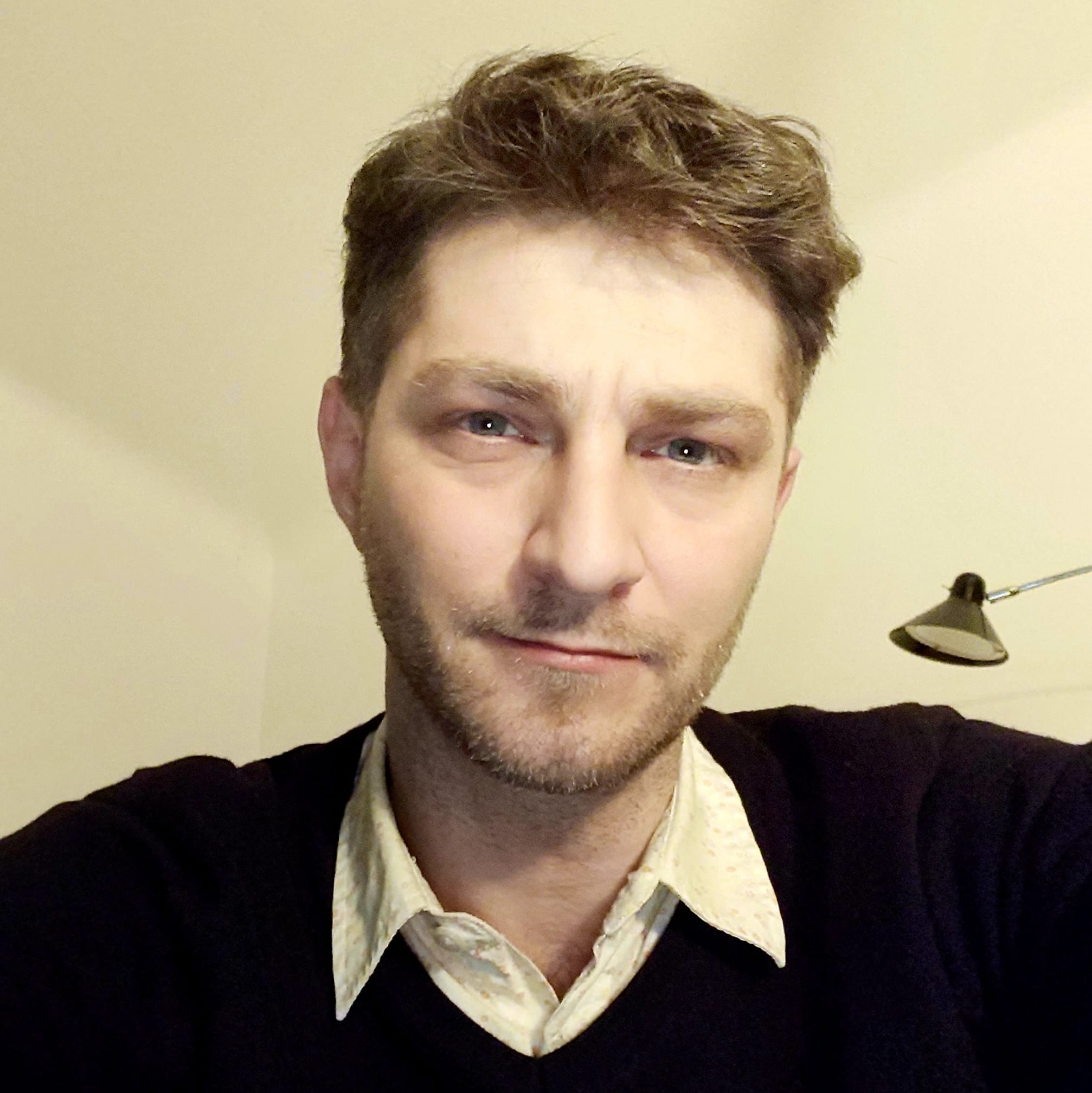
Mladen Savić, Autor

Mladen Savić (serbisch-kyrillisch Младен Савић; * 14. März 1979 in Zagreb, SFR Jugoslawien) ist ein österreichischer Schriftsteller und Philosoph.

## Leben
Savić wurde als Kind serbischer Eltern im blockfreien Jugoslawien geboren und wuchs nach den ersten Jahren in Zagreb, ab 1985 in Wien, Österreich auf. Dort besuchte er das Internat der katholischen Ordensschulen Josefinum und Kollegium Kalksburg. Mutter Voislava Injac ist Ökonomin und Malerin, Vater Dušan Savić Regieassistent und Romancier.
1998 erfolgte eine Übersiedlung nach Sherbrooke, Québec. Nach Demonstrationen gegen das NATO-Bombardement Serbiens und Montenegros 1999 wurde er vom kanadischen Staat aufgefordert, Nordamerika umgehend zu verlassen. Im Jahr darauf erfolgte die Familienzusammenführung mit Aufenthaltsgenehmigung, danach Arbeitserfahrungen als Tellerwäscher, Telefonist und Deutschlehrer.
Ab 2002 belegte er ein Studium der Philosophie an der Bishop´s University in Lennoxville mit Abschluss 2006, dazwischen war er Studienassistent bei Bruce Gilbert („The vitality of contradiction“). Die Rückkehr nach Wien war 2007, es folgte politische Aktivität in der Kommunistischen Partei Österreichs unter dem Vorsitzenden Walter Baier, darunter die Teilnahme am 34. Parteitag als Nichtdelegierter, 2008 erfolgte der Parteiaustritt aufgrund interner Differenzen. Seit 2009 ist er als Lektor, Übersetzer und freier Autor tätig. 2016 erhielt er die Aufnahme in den österreichischen PEN-Club durch Helmuth A. Niederle.

## Künstlerisches Schaffen
2009 erschien in „Die Presse“ ein prognostischer, bissig-provokanter Artikel Savićs über den Regierungsantritt von Barack Obama namens „Moralische Leukodermie“. Dies war die erste seiner publizierten Polemiken. Ab 2010 folgten weitere literarische Texte in der Druckausgabe des österreichischen „Augustin“, der von Robert Sommer geführt wird. 2014 veröffentlichte Konstantin Wecker in „Hinter den Schlagzeilen“ seinen Essay „Schlagt sie!“, einen Nachruf auf Stéphane Hessels „Empört Euch!“. Seit 2014 druckt Karl-Markus Gauß in der Zeitschrift „Literatur und Kritik“ mehrere von Savićs Rezensionen und philosophischen und politischen Essays ab. 2015 gab Tanja Stupar Trifunović in „Putevi“ einen weiteren Essay von Savić heraus, allerdings in serbischer Sprache mit dem Titel „Die Macht der Worte“ („сила слова“). Elena Messner führte 2016 für „Textfeld Südost“ mit ihm ein Interview. Der ORF stellte im gleichen Jahr sein Werk „Mücken und Elefanten“ als Sommerlektüre in der Rubrik „Sachbücher“ vor. Der österreichische Autor, Essayist und Satiriker Richard Schuberth erwies sich für Savić als langjähriger Freund und Förderer. 

## Werke
Aufsätze
- Moralische Leukodermie. Artikel in der österr. Tageszeitung „Die Presse“ über den Regierungsantritt Barack Obamas (erschienen in der Druckausgabe vom 29. April 2009)[3]
- Sozialkritische Polemiken in der Wiener Obdachlosenzeitung „Augustin“, 2010.
- Essay in der bosnischen Literaturzeitschrift „Krajina“ („Крајина. Часопис за књижевност, науку и културу, Бања Лука. Бр. 51-52“), 2014, in serbischer Sprache.
- Essays, politische Aufsätze und Rezensionen in „Literatur und Kritik“ (Otto-Müller-Verlag: 2014 bis 2016, Ausgaben 489/490, 495/496 sowie 505/506)
- Abdruck des Essays „Die Macht der Worte“ (serbisch „Sila slova“) in der bosnischen Zeitschrift „Putevi“, 2015, in serbischer Sprache.
- Interview für textfeld südost. Geführt von Elena Messner, 2016.[1]
- Veröffentlichung des Essays Ein Fahrraduniversum. edition taschenspiel, ISBN 978-3-903088-12-2, als Einzelpublikation anläßlich der 1. Wiener Fahrradschau und im Vorausblick auf das 200-jährige Jubiläum der Erfindung des Fahrrads 2017.

Lyrik
- zweisprachige Gedichtveröffentlichung in: Edin Prnjavorac (Hrsg.): Südostwind: Anthologie der Migration aus Südosteuropa, den Balkanländern. EYE-Verlag, Landeck 2006, ISBN 978-3-901735-19-6.

Sammelbände
- Alltagserlebnisse. Daseinsnotizen. Buchhandlung beim Augarten, Wien 2016, ISBN 978-3-903088-11-5.
- Mücken und Elefanten. Essays, Reflexionen, Polemiken. Drava-Verlag, Klagenfurt 2016, ISBN 978-3-85435-777-3.
- Feuer am Dach. Essays, Reflexionen, Polemiken. Drava-Verlag/, Klagenfurt 2017, ISBN 978-3-85435-838-1.
- Narrenschiff auf großer Fahrt. Essays, Reflexionen, Polemiken. Drava-Verlag, Klagenfurt 2020, ISBN 978-3-85435-931-9.